# Es gilt das gesprochene Wort (Roman)
Es gilt das gesprochene Wort ist der Debütroman von Sönke Wortmann. Er erschien am 18. Oktober 2021 im Ullstein Verlag.
Eine Fortsetzung ist noch nicht geplant. Der gleichnamige Film aus dem Jahr 2019 hat nichts mit dem Buch zu tun.

## Inhalt

### Prolog
Das Buch beginnt damit, dass in einem sechs Seiten langen Prolog die Geschichte der 29-jährigen Anne Geneviève de Bourbon-Condé, Herzogin von Longueville, erzählt wird. Diese ist 1647 aufgrund des Dreißigjährigen Krieges nach Westfalen geflohen. Dieser Prolog hat keine geschichtlichen Verbindungen zur Hauptstory.

### Hauptgeschichte
Das Buch wird bis zum Treffen der beiden Protagonisten aus zwei verschiedenen Perspektiven erzählt.

#### Klenke
Zunächst wird im ersten Kapitel Franz-Josef Klenke vorgestellt, welcher im Großteil meist einfach nur Klenke genannt wird. Dieser sitzt in Prag in einem Friseurladen und führt mit dem Friseur Smalltalk. Danach geht er zu einer Kirche in Prag, wo am nächsten Morgen die Rede des Außenministers von Deutschland gehalten werden würde. Während dieser Handlung wird sehr viel über Klenkes Leben berichtet. Nach der Rede von Außenminister Behring fliegt Klenke zurück nach Berlin, wo seine Freundin Maria vorgestellt wird, welche eine Sprachstörung hat. Dies wird auch sogleich in der ersten Handlung mit ihr klar, als sie bei Freunden von Klenke auf ein Essen eingeladen sind.
Daraufhin folgt Klenke Außenminister Behring nach Hanoi, wo eine Automobilfabrik eröffnet werden soll. Dort soll Behring eine Rede halten.
Aufgrund der Schwierigkeiten mit Maria und ihrer Sprachstörung hat Maria ihm bei seiner Rückkehr einen Zettel hinterlassen, worauf sie erklärt, dass sie zu ihren Eltern fahren wolle, weil sie das Gefühl habe, sie störe ihn; er könne jedoch noch zum Bahnhof kommen. Klenke eilt daraufhin zum Bahnhof, um Maria wieder zurückzuholen. Ihre Beziehung geht von dort aus wieder normal weiter. Zunächst scheitert sie, später jedoch gelingt es ihr, unter anderem Sushi für sie und Klenke zu besorgen.
Danach ruft Klenke in der deutschen Botschaft in Marokko an, um für die Rede in Marokko, die er noch schreiben muss, gut vorbereitet zu sein.

#### Schröder
Im zweiten Kapitel wird der zweite Protagonist Cornelius von Schröder vorgestellt, der in der Geschichte meist nur Schröder genannt wird, paradoxerweise aber darauf besteht, von anderen mit „von Schröder“ angesprochen zu werden. Es wird neben der Handlung ebenfalls über ihn, seine Vergangenheit und seine aktuellen Probleme berichtet. Dieser sitzt allerdings im Gegensatz zu Klenke nicht in einem innenstädtischen Friseur, sondern auf einem Kamel in der Wüste, da er eine Safari in der marokkanischen Wüste macht.
Als er zurück in der deutschen Botschaft in Rabat ist, wird aufgrund der Krankheit seines Sohnes klar, wie leidenschaftslos die Ehe ist. An diesem Abend hat er Dienst für das Nachttelefon, wobei er bereit sein muss, falls er einen Anruf bekommt. Er wird von einer Frau angerufen, die offensichtlich zu einer Hochzeit gezwungen wird. Da sie Deutsch-Marokkanerin ist, kann ihr mit ihrem Pass die Ausreise genehmigt werden. Dazu kommt es nicht, da sie an dem vereinbarten Treffpunkt nicht erscheint.
Durch seinen Bruder kommt Schröder mit Verschwörungstheorien in Kontakt, wodurch er anfängt, sich zu radikalisieren. Das kommt unter anderem zur Geltung, als er mit zwei seiner Kollegen in der Sauna sitzt und sie sich ein wenig darüber lustig machen, dass er daran zu glauben scheint. Als seine Frau ihn dann verlässt, um von ihm „erstmal Abstand“ zu gewinnen, bekommt er nur noch radikalere Gedanken. Auch beginnt er, aufgrund der schwierigen Umstände mehr Alkohol zu konsumieren und vermehrt zu rauchen.

#### Treffen der Charaktere
Als Klenke in Marokko eintrifft und erstmals mit Schröder eine Konversation führt, bemerkt Klenke, dass er Schröder als eher unangenehmen Zeitgenossen wahrnimmt, da dieser bereits recht radikale Ansichten vertritt. Auch bei Begegnungen mit dem Außenminister, bei denen sie vertreten sind, wird deutlich, wie sehr Schröder die migrationsfreundliche Politik von Behring verachtet, während Klenke eher Gefallen daran findet und den Außenminister weiter unterstützt. Bei dem letzten Anlass mündet Schröders Radikalität darin, ein Attentat auf Behring zu verüben, das jedoch nicht ganz gelingt. Der Außenminister wird leicht verletzt und Schröder verhaftet.

## Charaktere

### Cornelius von Schröder
Cornelius von Schröder (oft nur Schröder) ist ein in der Deutschen-Botschaft in Marokko (Rabat) stationierter deutscher Diplomat, der einer der Hauptcharaktere ist. Er sieht sich häufig als Opfer und findet, dass er für Größeres bestimmt sei. Er ist mit Marysol von Schröder verheiratet und hat mit ihr zwei Söhne (Pablo und Robert-Friedrich). Allerdings geht die Ehe langsam zugrunde. Aufgrund eines Minderwertigkeitskomplexes radikalisiert er sich und versucht sogar, ein Attentat zu begehen.

### Marysol von Schröder
Die aus Chile stammende Frau von von Schröder. Ihr Vater ist ein erfolgreicher Architekt. Da sie weiblich ist und Chile ein männlich geprägtes Land ist, musste sie immer beweisen, dass sie das Geld für die Ausbildung wert ist. Sie  heiratete von Schröder eher des Namens anstatt der liebe halber. Sie schaut gerne Telenovelas und geht gerne Salsa tanzen.

### Franz-Josef Klenke
Der Redenschreiber des (fiktiven) Außenministers. Er ist die zweite Hauptfigur. Zusammen mit Maria lebt er in Berlin. Worte sind für ihn das schönste. Deshalb gibt es anfangs auch einige Beziehungsprobleme mit Maria, an denen sie aber arbeiten.

### Maria Benek
Eine junge Frau, die mit Klenke zusammen ist. Sie leidet an selektivem Mutismus, an dem sie arbeitet. Im Laufe des Buches wird es aber besser.

### Hans Behring
Fiktiver Außenminister von Deutschland. Klenke arbeitet für ihn als Redenschreiber.

## Kritiken
Stefanie Steibel bewertet das Buch auf literaturkritik.de sehr gut. Wortmann habe die Kunst perfektioniert, etwas Komplexes leicht verständlich zu erklären. Martina Kothe schreibt auf ndr.de, es sei schön, dass Wortmann sich zwischen den großen Themen die Zeit nehme, kleine, einprägsame Szenen einzubauen.